# James Frain
James Dominic Frain (ur. 14 marca 1968 w Leeds) – brytyjski aktor i reżyser filmowy, teatralny i telewizyjny.

## Życiorys

### Wczesne lata
Urodził się w Leeds, w hrabstwie Yorkshire, w Wielkiej Brytanii jako najstarszy spośród ośmiorga dzieci maklera giełdowego i nauczycielki. Dorastał w Esseksie. Jako nastolatek występował w amatorskich produkcjach, które także reżyserował i pisał do nich scenariusze. W latach 1987–1990 studiował na wydziale dramatu na Uniwersytecie Wschodniej Anglii w Norwich, gdzie otrzymał licencjat. W latach 1990–1993 naukę kontynuował w londyńskiej Central School of Speech and Drama.

### Kariera
Po gościnnym występie w serialu ITV Żołnierz żołnierz (Soldier Soldier, 1993) w roli podporucznika Gilesa Chapmana i telewizyjnym dramacie kryminalnym ITV Główny podejrzany 3 (Prime Suspect 3, 1993) jako chłopak do wynajęcia z Helen Mirren i Davidem Thewlisem. Zadebiutował na dużym ekranie rolą Petera Whistlera, studenta Uniwersytetu Oksfordzkiego w melodramacie Richarda Attenborough Cienista dolina (Shadowlands, 1993) u boku Anthony’ego Hopkinsa i Debry Winger.
W miniserialu BBC Piraci (The Buccaneers, 1995) opartym na powieści Edith Wharton zagrał obelżywego arystokratę. W dramacie Nic własnego (Nothing Personal, 1995) wystąpił jako prostolinijny przywódca zmilitaryzowanej grupy protestantów w Irlandii Północnej. W dramacie historycznym HBO Rasputin (1996) z tytułową rolą Alana Rickmana zagrał postać Feliksa Jusupowa, rosyjskiego arystokraty, znanego z udziału w zabójstwie Rasputina. W telewizyjnym dramacie BBC/Canal+ Młyn nad Flossą (The Mill On The Floss, 1997) był sympatią Maggie Tulliver (Emily Watson).
Zagrał tytułowego bohatera szekspirowskiego Makbeta w filmie Makbet na majątku (Macbeth on the Estate, 1997). Pojawił się potem w biograficznym dramacie historycznym Elizabeth (1998) z Cate Blanchett jako dwuznaczny hiszpański ambasador, biograficznym dramacie muzycznym Hilary i Jackie (Hilary and Jackie, 1999) w roli argentyńskiego charyzmatycznego pianisty, thrillerze Uwikłany (Reindeer Games, 2000) z Benem Affleckiem i Charlize Theron oraz komediodramacie Gdzie serce twoje (Where the Heart Is, 2000) z Natalie Portman i Ashley Judd.
Kreacja Gustave Sonnenscheina, młodszego brata Ignatza (Ralph Fiennes), szalonego rewolucjonisty, pełnego zapału i energii w dramacie Istvána Szabó Kropla słońca (A Napfeny ize/Sunshine, 1999) przyniosła mu nominację do kanadyjskiej nagrody Genie.
Wystąpił w szeregu brytyjskich przedstawień teatralnych, z zespołem Royal Shakespeare Company i na West Endzie, m.in. w spektaklu Król Lear (2002), pojawił się w produkcjach z Royal Court Theatre w Wielkiej Brytanii oraz na Broadwayu jako Teddy w przedstawieniu Harolda Pintera Powrót do domu (The Homecoming, 2007).

## Życie prywatne
W 2004 poślubił amerykańską aktorkę i scenarzystkę Martę Cunningham. Mają dwójkę dzieci.

## Wybrana filmografia
- 2012: Tranzyt (Transit) jako Marek
- 2011: Woda dla słoni (Water for Elephants) – dozorca Rosie
- 2010: Tron: Dziedzictwo (Tron: Legacy) – Jarvis
- 2007: Dynastia Tudorów (Tudors) – Thomas Cromwell
- 2004: Spartakus (Spartacus) – David
- 2002: Droga ku wojnie (The Path to War) – Dick Goodwin
- 2002: Hrabia Monte Christo (The Count of Monte Cristo) – de Villefort
- 2000: Gdzie serce twoje (Where the Heart Is) – Forney Hull
- 2000: Uwikłany (Reindeer Games) – Nick Cassidy
- 1999: Kropla słońca (A Napfeny ize) – Gustave Sonnenschein
- 1999: Tytus Andronikus (Titus) – Bassianus
- 1998: Elizabeth – Alvaro de la Quadra
- 1998: Hilary i Jackie (Hilary and Jackie) – Danny
- 1997: Młyn nad Flossą (The Mill On The Floss) – Philip Wakem
- 1997: Robinson Crusoe – Robert
- 1996: Opowieści z krypty (Tales from the Crypt) – Elliot
- 1993: Cienista dolina (Shadowlands) – Peter Whistler